# Notopleura parasiggersiana
Notopleura parasiggersiana är en måreväxtart som beskrevs av Charlotte M. Taylor. Notopleura parasiggersiana ingår i släktet Notopleura och familjen måreväxter. Inga underarter finns listade i Catalogue of Life.